# Grünbach (Saxônia)
Grünbach é um município da Alemanha, situado no distrito de Vogtlandkreis, no estado da Saxônia. Tem 27,54 km² de área, e sua população em 2019 foi estimada em 1.643 habitantes.